# Stand Atlantic
Stand Atlantic es una banda australiana de pop punk de Sídney, Nueva Gales del Sur se formó en 2012. La banda está formada por la vocalista y guitarrista Bonnie Fraser, el guitarrista David Potter, el bajista Miki Rich y el baterista Jonno Panichi.
La banda ganó prominencia en la escena musical australiana con el lanzamiento de sus demos EP, Catalyst (2013) y A Place Apart (2015). La banda firmó con Rude Records en 2017 y lanzó el sencillo "Coffee at Midnight", que les valió críticas positivas. Lanzaron un EP Sidewinder en septiembre de 2017. Después de firmar con Hopeless Records en septiembre de 2018, la banda lanzó su álbum debut Skinny Dipping en octubre de 2018. Su segundo álbum Pink Elephant fue lanzado en 2020. Su tercer álbum, F.E.A.R., fue lanzado en 2022.

## Historia

### Formación y sus primeros lanzamientos (2012–2017)
En 2012, los amigos Bonnie Fraser (voz principal/guitarra rítmica) y Arthur Ng (guitarra principal), junto con David Potter (bajo) y Jordan Jansons (batería) formaron una banda bajo el nombre What It's Worth. La banda de pop punk de cuatro integrantes comenzó a grabar material y lanzó su sencillo debut, "Bulletproof Vest" en diciembre de 2012. En mayo de 2013, lanzaron su EP de demostración debut, Catalyst, a través de plataformas físicas y en línea, seguido del lanzamiento de su próximo sencillo, "Romeo". Estuvo acompañado de dos giras nacionales por Australia en apoyo de su EP debut.
A principios de 2014, el grupo cambió su nombre de What It's Worth a Stand Atlantic. La banda lanzó su primer sencillo con el nuevo nombre, "Breakaway", con el nuevo sonido de la banda, en marzo de 2014. Fue acompañado por un video con letra hecho por fanes.
Stand Atlantic regresó al estudio durante noviembre de 2014, trabajando en su próximo EP de demostración A Place Apart. Durante este tiempo, Jansons dejó la banda y fue reemplazado por Ethan Mestroni. El primer sencillo, "Wasteland", se lanzó en abril de 2015 y el EP completo ese mismo mes. El EP fue grabado por Rohan Kumar y mezclado por Dave Petrovic. La banda realizó una gira con As It Is, State Champs, y Young Lions durante 2015.
En 2016, la banda realizó una gira con With Confidence antes de unirse a Cute Is What We Aim For en su gira del décimo aniversario de su álbum The Same Old Blood Rush with a New Touch. También se anunció que la banda tocaría en Bondi-Blitz. Lanzaron una versión de "Break Free" de Ariana Grande en Ghost Killer Entertainment en junio de 2016. En septiembre de 2016, la banda anunció a través de una publicación de Facebook que Ng había decidido dejar la banda. La publicación también incluía noticias de que estaban trabajando en nueva música con Stevie Knight.
El 21 de junio de 2017, Stand Atlantic anunció que habían firmado con Rude Records, convirtiéndose en la primera banda australiana en hacerlo. La banda anunció más tarde ese día que su primer sencillo del nuevo EP Coffee at Midnight, se estrenaría esa noche.
Stand Atlantic anunció el EP Sidewinder la semana siguiente, con fecha de lanzamiento fijada para el 15 de septiembre de 2017. El 23 de julio de 2017, Stand Atlantic lanzó el segundo sencillo, "Mess I Made", a través de Hysteria Mag.
El 27 de julio de 2017, anunciaron que apoyarían a New Found Glory en su gira 20 Years of Pop/Punk, tocando en espectáculos con entradas agotadas en toda Australia.
La banda lanzó un sencillo más antes del lanzamiento del EP, la canción principal "Sidewinder", en agosto de 2017. Stand Atlantic apareció en la edición de septiembre de la revista Rock Sound.
El EP alcanzó el puesto 31 en las listas de iTunes durante el día de su lanzamiento. En octubre de 2017, Stand Atlantic anunció que apoyarían a ROAM en sus giras por Europa y el Reino Unido a partir de noviembre. En noviembre se anunció que Stand Atlantic apoyaría a Knuckle Puck en su gira por Australia en enero de 2018. El EP de Stand Atlantic, Sidewinder, ocupó el décimo lugar entre los 50 mejores álbumes de 2017 de Rock Sound.

### Skinny Dipping(2018–2019)
El 4 de septiembre de 2018, Stand Atlantic anunció que su sencillo "Lavender Bones" se estrenaría en Triple J esa misma noche. Se adelantó un disco debut y Triple J apareció para publicar el nombre del álbum, Skinny Dipping. La banda anunció que habían firmado con Hopeless Records el 5 de septiembre de 2018 y que su álbum debut, Skinny Dipping, se lanzaría en octubre de 2018. El 2 de octubre de 2018, Stand Atlantic lanzó "Lost My Cool", el segundo sencillo de su álbum debut. Stand Atlantic lanzó "Skinny Dipping", la canción principal y el tercer sencillo el 23 de octubre de 2018. Se estrenó en BBC Radio 1.
El 5 de julio de 2019, Stand Atlantic anunció oficialmente a Miki Rich como miembro permanente de la banda, después de haber estado de gira con ellos como bajista desde 2017.

### Pink Elephant(2019–2020)
Durante la gira de Stand Atlantic por el Reino Unido y la UE en agosto de 2019, a través de nuevos productos, anunciaron un sencillo que se lanzaría en septiembre titulado "Hate Me (Sometimes)". Anunciaron que el sencillo debutaría en la estación de radio australiana Triple J el 16 de septiembre de 2019. Fue lanzado oficialmente un día después, acompañado de un vídeo musical. Stand Atlantic anunció el 24 de octubre de 2019 que habían comenzado a trabajar en su segundo álbum. El 11 de febrero de 2020, Stand Atlantic estrenó el sencillo "Shh!" en Triple J. Siguieron esto con el sencillo "Drink to Drown" el 2 de abril de 2020, acompañado de un vídeo con sus fanes de todo el mundo. El 13 de mayo de 2020, Stand Atlantic presentó el sencillo "Wavelength".
El 25 de junio de 2020, Stand Atlantic lanzó el sencillo "Jurassic Park", acompañado de un vídeo musical. También se anunció que su segundo álbum de estudio Pink Elephant, se lanzaría el 7 de agosto de 2020. Pink Elephant debutó en el puesto 23 en la lista de álbumes ARIA.

### F.E.A.R.(2021–2022)
El 29 de abril de 2021, la banda lanzó "Deathwish", una canción que incluía Nothing,Nowhere, junto con un vídeo musical que lo acompaña. El 17 de septiembre de 2021 lanzaron "Superglue" con Birds of Tokyo. El 4 de noviembre de 2021, lanzaron "Molotov (OK)", acompañado de un vídeo musical. Fraser dijo sobre los temas de la canción que "Fui a una escuela cristiana durante 3 años de mi vida y cuando un pastor dice 'todos los gays arderán en el infierno' durante una asamblea, lo recordarás y escribirás". una canción al respecto."
El 14 de enero de 2022, lanzaron "Pity Party" con Royal & the Serpent como sencillo principal de su álbum F.E.A.R. Más tarde lanzaron "Hair Out" (estilizado en minúsculas) el 3 de marzo de 2022 y lanzaron su álbum F.E.A.R. el 6 de mayo de 2022.

### Was Here(2023–presente)
El 3 de febrero de 2023, la banda lanzó el sencillo "kill[H]er", una canción sobre cómo “el autosabotaje es una perra. La duda mata y negar partes buenas y genuinas de ti mismo porque has sido condicionado a pensar que no son lo suficientemente buenas es una forma de asesinato. Es un recordatorio para mí de no ceder ante esa mierda. El crecimiento personal es importante, pero no niegues quién eres. A veces me encuentro pensando en quién solía ser y extrañando a esa persona”.
El 2 de octubre de 2023, la banda anunció el sencillo "SEX ON THE BEACH", que se lanzó el 10 de noviembre de 2023, junto con un vídeo musical. En una entrevista con Distorted Sound, Fraser mencionó que la canción “se inspiró en algunos de los imbéciles absolutos que conocí en Los Ángeles. Que simplemente piensan que son un regalo de Dios para el mundo del espectáculo, pero al mismo tiempo quieren algo de ti”.
El 14 de febrero de 2024, la banda lanzó el sencillo "WARZ0NE", que el productor Stevie Knight explicó en un comunicado de prensa que estaba inspirado en el abuso que Bonnie Fraser y sus compañeros de banda han sufrido en línea.
La banda anunció el próximo sencillo, "GIRL$" el 26 de marzo de 2024 en sus cuentas de redes sociales para su lanzamiento al día siguiente, junto con un nuevo álbum cuyo lanzamiento está previsto para el 23 de agosto de 2024.

## Estilo musical e influencias
Will Cross de Rock Sound, reseñando el EP Sidewinder de Stand Atlantic, escribió: "el trío ha creado un EP seguro, accesible y verdaderamente brillante". Caitlin Olsen de amnplify, reseñando el mismo EP, escribió: "el EP se remonta al pop punk de mediados de la década de 2000 con un toque alternativo contemporáneo. Es tenso, conmovedor y está cargado de determinación".
La banda ha declarado influencias de bandas y artistas como Blink-182, The Story So Far, Justin Bieber, Silverchair, The 1975 y Moose Blood.

## Miembros
| Miembros actuales - Bonnie Fraser - voz principal y guitarra rítmica (2012-presente) - David Potter - guitarra principal (2017-presente), bajo (2012-2017) - Miki Rich - bajo (2019-presente, gira 2017-2019) - Jonno Panichi - Batería (2015-presente) | Miembros anteriores - Arthur Ng - guitarra principal (2012-2016) - Jordan Jansons - batería (2012-2014) |

Línea del tiempo

## Discografía
Álbumes de estudio
- Skinny Dipping (2018)
- Pink Elephant (2020)
- F.E.A.R. (2022)
- Was Here (2024)

EPs
- Catalyst (2013, como What It's Worth)
- A Place Apart (2015)
- Sidewinder (2017)

Sencillos
- 2012 – Bulletproof Vest
- 2013 – Romeo
- 2014 – Breakaway
- 2015 – Wasteland
- 2017 – Coffee at Midnight
- 2017 – Mess I Made
- 2017 – Sidewinder
- 2018 – Lavender Bones
- 2018 – Lost My Cool
- 2018 – Skinny Dipping
- 2019 – Hate Me (Sometimes)
- 2020 – Shh!
- 2020 – Drink to Drown
- 2020 – Wavelength
- 2020 – Jurassic Park
- 2020 – Blurry
- 2020 – I'm Sorry (con Mokita)
- 2021 – Seathwish (con nothing,nowhere)
- 2021 – Molotov [OK]
- 2022 – Pity Party (con Royal & the Serpent)
- 2022 – Hair Out
- 2022 – Switchblade
- 2023 – kill[h]er
- 2023 – Sex On the Beach
- 2024 – WARZ0NE
- 2024 – LOVE U ANYWAY
- 2024 – Criminal (con Polaris)
- 2024 – Frenemies